# 周少梅
周少梅（1885年—1938年），江蘇省江陰縣顧山鎮人，音乐教育家，曾在江陰、無錫、常州等地區的學校擔任音樂教師，並指導不少業餘絲竹樂隊，能演奏多項樂器，其中最擅長二胡。
其独创的“上”、“中”、“下”二胡把位，被称为“周少梅胡琴三把位”，亦曾首创将民乐带进现代学校教学。

## 代表作品
- 二胡獨奏曲《虞舜薰風曲》，改編自江南絲竹樂曲[1]